# Nechama Szmuszkowicz
Nechama Szmuszkowicz (* 3. Januar 1895 in Odessa; † 1977 in Paris) war eine ukrainisch-französische Malerin, Grafikerin und Puppenmacherin.

## Biografie
Nechama Szmuszkowicz studierte von 1915 bis 1920 Malerei an der Akademie Odessa. Sie arbeitete eng mit der Künstlerin Alexandra Exter zusammen. 1925 siedelte die Jüdin nach Paris um. Es entstanden analytische kubistische Arbeiten unter dem Einfluss von Fernand Léger. 1931 stellte sie parallel ungegenständliche Arbeiten in Paris aus. Nechama Szmuszkowicz erschuf mit ihrer abstrakten Bildtechnik visuelle und geistige Erfahrungen, die wichtige Voraussetzungen für die abstrakte Kunst nach 1945 setzten. Während der deutschen Besatzung wurde ihr Atelier zerstört und zahlreiche Arbeiten geplündert oder geraubt.